# Milan Fukal
Milan Fukal (Jablonec nad Nisou, Checoslovaquia, 16 de mayo de 1975) es un futbolista checo, se desempeña como defensa, aunque también puede hacerlo como centrocampista. Actualmente juega en el SV Esternberg.

## Clubes
| Club                     | País            | Año         |
| ------------------------ | --------------- | ----------- |
| SK Český Brod            | República Checa | 1995        |
| FK Pelikán Děčín         | República Checa | 1996        |
| FK Jablonec 97           | República Checa | 1996 - 1999 |
| Sparta Praga             | República Checa | 1999 - 2000 |
| Hamburgo SV              | Alemania        | 2000 - 2004 |
| Borussia Mönchengladbach | Alemania        | 2004 - 2006 |
| FK Jablonec 97           | República Checa | 2006 - 2008 |
| Kapfenberger SV          | Austria         | 2008 - 2011 |
| FC Hradec Králové        | República Checa | 2011 - 2013 |
| SV Esternberg            | Austria         | 2013 -      |